# جولیا گرنت
 جولیا گرنت (انگلیسی: Julia Grant؛ زادهٔ ۲۶ ژانویهٔ ۱۸۲۶ – ۱۴ دسامبر ۱۹۰۲) یک سیاست‌مدار اهل ایالات متحده آمریکا بود.